# Christophe Le Mével
Christophe Le Mével (ur. 11 września 1980 w Lannion) – były francuski kolarz szosowy, były zawodnik profesjonalnej grupy Cofidis.
Największym sukcesem zawodnika jest wygrany etap w Giro d'Italia w 2005 roku. W 2009 roku zajął w klasyfikacji generalnej Tour de France 10. miejsce.

## Najważniejsze zwycięstwa i sukcesy
- 2005
  - 1. miejsce na 16. etapie Giro d'Italia
  - 2. miejsce w Paris–Corrèze
- 2009
  - 10. miejsce w Tour de France
- 2010
  - 1. miejsce w Tour du Haut Var
    - 1. miejsce na 2. etapie
- 2011
  - 9. miejsce w La Flèche Wallonne
- 2012
  - 4. miejsce w Clásica de San Sebastián